# Golfo di Sachalin
Il golfo di Sachalin (in russo Сахалинский залив, Sachalinskij zaliv?) è un'insenatura situata sulla costa occidentale del mare di Ochotsk, in Russia. Ricompreso nel Circondario federale dell'Estremo Oriente, si estende in parte nel Territorio di Chabarovsk (Nikolaevskij rajon) e in parte nell'oblast' di Sachalin (Ochinskij rajon).

## Geografia
Il golfo di Sachalin è compreso tra la costa continentale occidentale del mare di Ochotsk e la punta nord-occidentale dell'isola di Sachalin. La parte settentrionale del golfo è molto ampia, con una larghezza fino a 160 km, a sud si restringe nel liman dell'Amur (Амурский лиман), dove lo stretto dei Tartari collega il mare di Ochotsk al mar del Giappone.
All'ingresso del golfo, ad ovest, vicino alla costa, c'è la piccola isola di Rejneke; sulla costa sud-occidentale le isole di Čkalov e di Bajdukov che chiudono il golfo Sčast'ja; sulla costa di Sachalin l'isola di Uš, vicino alla quale si trova il porto di Moskal'vo.